# Leo Andergassen
Leo Andergassen (* 13. Februar 1964 in Meran) ist ein Südtiroler Kunsthistoriker und Denkmalpfleger.

## Leben
Der aus Kaltern stammende Andergassen besuchte das Humanistische Gymnasium „Beda Weber“ in Meran. An den Universitäten Innsbruck und Wien absolvierte er ein Studium der Kunstgeschichte und Deutschen Philologie. Im Jahr 1988 reichte Andergassen in Wien seine Diplomarbeit über die Renaissance-Altäre in Südtirol ein. Im selben Jahr absolvierte er ein Praktikum beim Landesdenkmalamt in Bozen. In den Jahren von 1992 bis 1997 inventarisierte er kirchliche Kunst in der Diözese Bozen-Brixen, wobei er 1993 mit dem Förderpreis Walther von der Vogelweide des Südtiroler Kulturinstituts ausgezeichnet wurde. Anschließend war er von 1998 bis 2007 Direktor des Diözesanmuseums in Brixen. 2002 promovierte er mit einer Dissertation zur vorreformatorischen Ikonographie des Antonius von Padua in Italien. Von 2008 bis 2013 war Andergassen als Nachfolger Helmut Stampfers Südtiroler Landeskonservator. Im Oktober 2013 erlangte er in Innsbruck mit Publikationen über die Wechselwirkung von Bild und Heiligenkult anhand ausgewählter Beispiele der Frühen Neuzeit seine kumulative Habilitation. 2014 übernahm er die Direktion des bis dahin von Siegfried de Rachewiltz geleiteten Südtiroler Landesmuseums für Kultur- und Landesgeschichte auf Schloss Tirol. Bis 2016 war Andergassen langjähriger Obmann der Sektion Bozen des Tiroler Geschichtsvereins, um diese Funktion sodann an Gustav Pfeifer abzutreten. Andergassen gehört dem Verwaltungsrat der katholischen Kommission für kirchliche Kunst und Kulturgüter der Diözese Bozen-Brixen an.

## Veröffentlichungen (Auswahl)
- Churburg. Geschichte, Gestalt und Kunst (= Großer Kunstführer 120). Schnell und Steiner, München 1991, ISBN 3-7954-0857-1.
- Kirchliche Kunst in Terlan. Bozen 1995.
- Eppan. Kunst- und Architekturführer. Eppan 1996.
- Sarntaler Kirchenkunst. Tappeiner, Lana 1996, ISBN 88-7073-214-2.
- Südtirol. Kunst vor Ort. Mit einem speziellen Freskenführer. Athesia, Bozen 2002, ISBN 88-8266-111-3.
- Kunstraum Südtirol. Bildende Kunst im Spiegel europäischer Epochen. Athesia, Bozen 2007, ISBN 978-88-8266-231-8.
- Renaissancealtäre und Epitaphien in Tirol (= Schlern-Schriften 325). Wagner, Innsbruck 2007, ISBN 978-3-7030-0417-9.[6]
- Kirchen am Ritten. Ein Kunstführer. Tappeiner, Lana 2008.
- Der Dom zu Brixen. Tappeiner, Bozen/Lana 2009, ISBN 978-88-7073-497-3.
- Schloss Tirol: Residenzburg der Tiroler Grafen (= Burgen 13). Schnell und Steiner, Regensburg 2015, ISBN 978-3-7954-2937-9.
- Die Stiftskirche von Marienberg. Kunstverlag Josef Fink, Lindenberg im Allgäu 2017, ISBN 978-3-95976-056-0.
- mit Hanns-Paul Ties: Reformation in Tirol und im Trentino. Kunst- und kulturhistorische Forschungen / Riforma protestante in Tirolo e in Trentino. Studi di storia dell’arte e di storia culturale (= Schlern-Schriften 373). Wagner, Innsbruck 2020, ISBN 978-3-7030-1093-4.
- St. Stephan bei Marienberg. Kunstverlag Josef Fink, Lindenberg im Allgäu 2022, ISBN 978-3-95976-394-3.
- Bildräume geistlicher Eliten: Die spätromanischen Wandmalereien im Brixner Dombezirk. Athesia, Bozen 2022, ISBN 978-88-6839-622-0.